# 上金乡
上金乡，是中华人民共和国广西壮族自治区崇左市龙州县下辖的一个乡镇级行政单位。

## 行政区划
上金乡下辖以下地区：
联甲村、新旺村、勤江村、联江村、上金村、进明村、云江村、中山村、两岸村和卷逢村。